# Atelier industriel de l'aéronautique
Pour les articles homonymes, voir AIA.
Les ateliers industriels de l'aéronautique (AIA) sont des structures du ministère des Armées qui ont pour mission la maintenance des aéronefs et des équipements aéronautiques des armées.
Ils constituent le Service industriel de l'aéronautique (SIAé), créé en 2008. Actuellement rattachés à l'Armée de l'air et de l'espace, ils étaient précédemment rattachés à la direction générale de l'Armement au sein du Service de la maintenance aéronautique.
Il y a 5 AIA en France :
- L'AIA d'Ambérieu
- L'AIA de Bretagne
- L'AIA de Cuers-Pierrefeu
- L'AIA de Clermont-Ferrand
- L'AIA de Bordeaux